# Намалиу, Рабби
Рабби Ланганаи Намалиу (англ. Rabbie Langanai Namaliu, 3 апреля 1947 — 31 марта 2023, Рабаул) — политический деятель Папуа — Новой Гвинеи. В период с 1988 по 1992 года занимал пост премьер-министра страны, представляя интересы своей партии Панги. Как бывший премьер Папуа — Новой Гвинеи, Намалиу являлся членом имперского Тайного совета.

## Биография
Родился 3 апреля 1947 года в городе Ралуана, расположенной в провинции Восточная Новая Британия. Является представителем этнической группы толаи. Получил образование в родной стране: начальное образование — в местной школе Ралуана, среднее — в школе Кереват, а затем поступил в Университет Папуа — Новой Гвинеи, где получил степень бакалавра гуманитарных наук (история и английский язык). Затем продолжил образование в Университете Виктории, расположенном в канадской провинции Британская Колумбия, где получил степень магистра исторических и политических наук. С ноября 1968 года по январь 1969 года посещал Школу общих исследований на кафедре экономики в Австралийском национальном университете. До начала своей политической карьеры занимался научной деятельностью в сфере политических наук и работал в Университете Папуа — Новой Гвинеи. Кроме того, занимал и ряд других должностей: был личным секретарём Майкла Сомаре, провинциальным уполномоченным в Восточной Новой Британии, председателем Комиссии государственного бюджета. В 1979 году Намалиу стал кавалером Ордена Святого Михаила и Святого Георгия, а в 1996 году — рыцарем-командором Ордена.
В 1982 году Намалиу впервые был избран в парламент Папуа — Новой Гвинеи. В период с 1982 по 1984 год занимал пост министра иностранных дел и торговли. С декабря 1984 года по ноябрь 1985 года был министром добывающей промышленности, а в марте 1985 года был избран заместителем лидера Партии Пангу. На всеобщих парламентских выборах 1987 года вновь одержал победу, а в мае следующего года стал лидером Партии Пангу, а в июне — лидером оппозиции. Имел дружеские отношения с премьер-министром Майклом Сомаре. После того, как 4 июля 1988 года коалиционному правительству Паяса Уингти был вынесен вотум недоверия, Намалиу был избран премьер-министром страны, получив поддержку 58 из 108 парламентариев и оставаясь на этом посту до 1992 года. После всеобщих выборов 1992 года Намалиу были предъявлены обвинения в коррупции, но впоследствии был оправдан. В июле того же года стал лидером оппозиции, а в марте 1994 года назначен теневым министром финансов и экономических проблем. В августе 1994 года назначен спикером парламента, а в июле 1998 года стал министром нефтяной и газовой промышленности.
В 2002 году во второй раз в своей жизни стал министром иностранных дел в составе правительства Майкла Сомаре. 12 июля 2006 года стал министром финансов. На выборах 2007 года потерял место в парламенте, однако не исключал возможного возвращения в политику.
Скончался 31 марта 2023 года в Рабауле в возрасте 75 лет.